# لينا بوساحة
لينا بوساحة (16 يناير 1999 فرنسا)، هي لاعبة كرة قدم محترفة تشغل مركز لاعبة وسط لنادي النصر في الدوري السعودي الممتاز للسيدات. تلعب مع منتخب الجزائر لكرة القدم للسيدات.

## المسيرة الكروية
لعبت بوساحة ضمن نادي باريس سان جيرمان للسيدات، وظهرت لأول مرة لاعبةً احترافيةً مع النادي في 9 أكتوبر 2016.
في 10 يوليو 2018، انضمت بوساحة لنادي ليلي أولمبيك الرياضي في صفقة إعارة لمدة موسم واحد. سجلت أول هدف لها على مستوى مسيرتها المهنية في 30 سبتمبر 2018 في مباراة التعادل 1-1 ضد ناديها الأم باريس سان جيرمان للسيدات. سجلت أيضًا أهدافًا في ربع النهائي ونصف النهائي من كأس فرنسا للسيدات، مما ساعد النادي على الوصول إلى نهائي الكأس لأول مرة على الإطلاق.
في 19 ديسمبر 2022، أعلن نادي النصر السعودي للسيدات عن التعاقد مع بوساحة. سجلت بوساحة هدفين في أربع مباريات خلال موسم 2022–23 من الدوري السعودي الممتاز للسيدات، وساعدت فريقها ليصبح أول بطل على الإطلاق للدوري.

## المسيرة الدولية
بوساحة هي لاعبة دولية سابقة في منتخب فرنسا للشباب وكانت ضمن منتخب فرنسا تحت 19 سنة لكرة القدم للسيدات، الذي وصل إلى نهائي بطولة أمم أوروبا تحت 19 سنة للسيدات في 2017.
في 15 سبتمبر 2023، تلقت بوساحة أول استدعاء لها للانضمام لمنتخب الجزائر لكرة القدم للسيدات؛ للعب ضمن تصفيات كأس الأمم الأفريقية للسيدات 2024. في 20 سبتمبر، لعبت أول مباراة لها، لتفوز 2-1 ضد منتخب أوغندا.

## الحياة الشخصية
بوساحة من أصل جزائري.

## إحصائيات

### دولي
| المنتخب الوطني                   | سنة     | التطبيقات | الأهداف |
| -------------------------------- | ------- | --------- | ------- |
| منتخب الجزائر لكرة القدم للسيدات | 2023    | 4         | 1       |
| منتخب الجزائر لكرة القدم للسيدات | 2024    | 8         | 1       |
| المجموع                          | المجموع | 12        | 2       |

| لا. | تاريخ          | مكان                                   | الخصم        | نتيجة | نتيجة | مسابقة                                  |
| --- | -------------- | -------------------------------------- | ------------ | ----- | ----- | --------------------------------------- |
| 1   | 30 نوفمبر 2023 | ملعب 5 جويلية 1962، الجزائر            | بوروندي      | 3-1   | 5-1   | تصفيات كأس الأمم الأفريقية للسيدات 2024 |
| 2   | 27 فبراير 2024 | ملعب نيلسون مانديلا (الجزائر)، الجزائر | بوركينا فاسو | 1-0   | 3–0   | ودي                                     |

## الأوسمة

### باريس سان جيرمان
- كأس فرنسا: 2017–18.[14]

### النصر
- الدوري السعودي الممتاز للسيدات: 2022–23،[9] 2023–24.[15]

### فرنسا تحت 19 سنة
- بطولة أمم أوروبا تحت 19 سنة للسيدات 2017.[10]

### فردي
- لاعبة الدوري السعودي للسيدات لموسم الدوري الممتاز 2023-2024.[16]